# Hosangadi, Beltangadi
Hosangadi là một làng thuộc tehsil Beltangadi, huyện Dakshin kannad, bang Karnataka, Ấn Độ.